# ТЭ114
ТЭ114 (тепловоз с электропередачей, 114-я модель) — советский грузопассажирский односекционный однокабинный тепловоз производства Ворошиловградского (Луганского) тепловозостроительного завода. Тепловоз спроектирован из расчёта его эксплуатации при температурах окружающего воздуха от —15 до + 50 °C, с повышенной запылённостью, в том числе в условиях тропического климата.
Всего в период СССР было выпущено более 256 тепловозов ТЭ114, из которых для работы на советских железных дорогах колеи 1520 мм предназначалось только 2 первых опытных и 14 серийных машин, остальные тепловозы предназначались для колеи 1435 мм и поставлялись на экспорт в страны с жарким климатом. В 2003 году для Ирака была создана глубокая двухкабинная модернизация ТЭ114 с кузовом вагонного типа и модернизированной кабиной и оборудованием — ТЭ114И; всего было выпущено 30 таких тепловозов.

## Конструкция

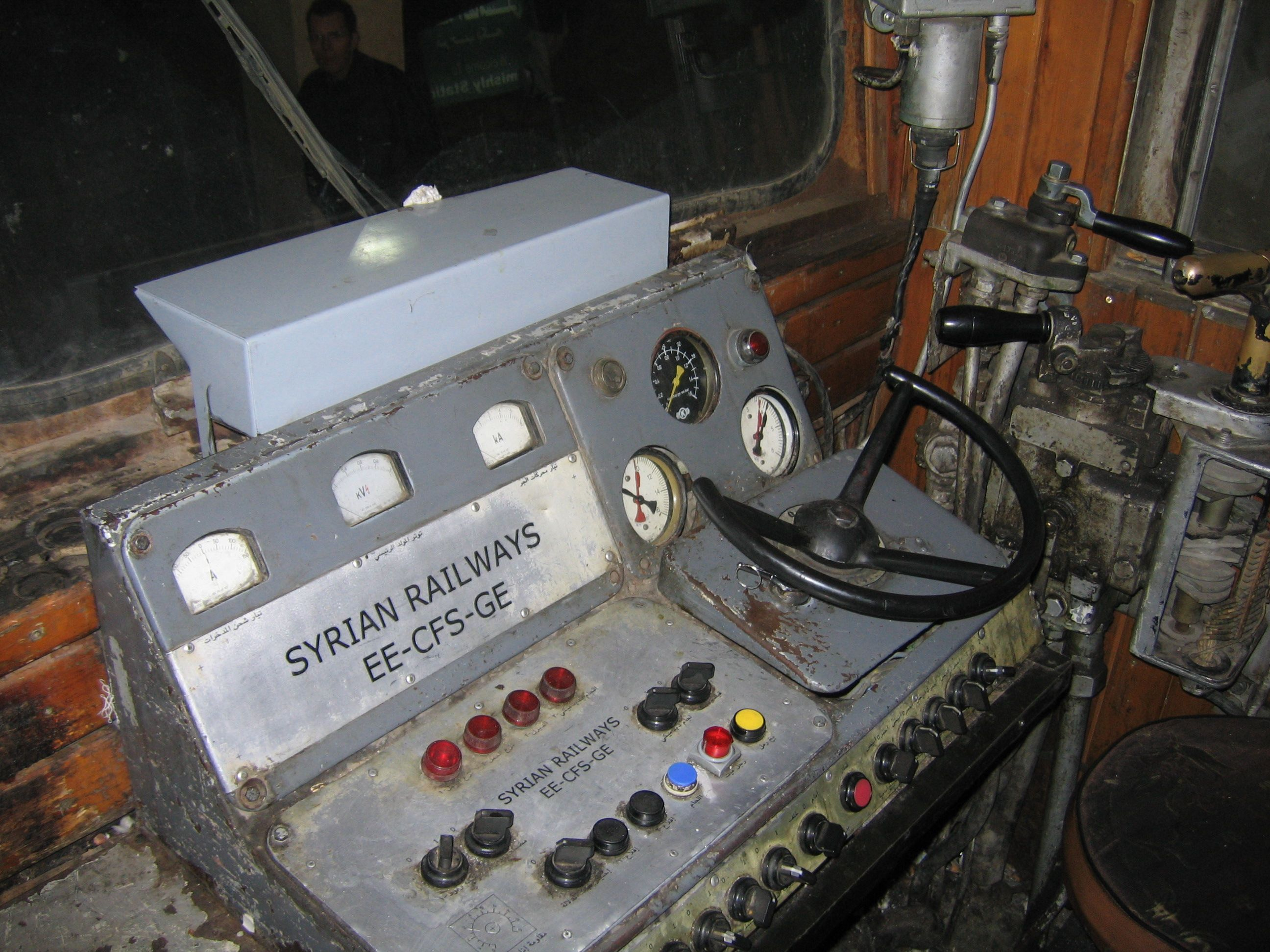
Пульт управления в кабине тепловоза ТЭ114С

Кузов тепловоза имеет раму по типу рамы тепловозов М62 и ТЭ109. В нижней части рамы расположен топливный бак с нишами для аккумуляторной батареи. Тележки бесчелюстного типа, одинаковые по конструкции с тележками тепловозов ТЭ109 и 2ТЭ116. На тепловозе установлен 16-цилиндровый дизель 3-5Д49Т2 (16ЧН 26/26), имеющий такие же размеры, как и дизель 1А-5Д49 тепловозов ТЭ109 и 2ТЭ116, но рассчитанный на номинальную мощность 2800 л. с. при частоте вращения вала 1000 об/мин; расход топлива при этой мощности составляет 158 г/л. с.-ч. Дизель приводит во вращение якорь тягового генератора ГС-501АТ, выполненного для работы в тропических условиях (несколько изменённая конструкция генератора ГС-501А тепловозов ТЭ109 и 2ТЭ116). Смонтированные вместе дизель и тяговый генератор имеют обозначение установки 3-9ДГ. Для выпрямления трёхфазного тока, выработанного генератором, служит выпрямительная установка УВКТ-4Т, выполненная на 192-х кремниевых лавинных диодах типа ВЛ200-8.
На тепловозе установлены тяговые электродвигатели ЭД-118Т, отличающиеся от электродвигателей ЭД-118 тепловозов 2ТЭ10В применением некоторых материалов, рассчитанных на работу в жарком климате. Редуктор имеет передаточное отношение 17:75=1:4,412, диаметр колёс 1050 мм. Тепловоз имеет реостатное торможение, мощность тормозных резисторов 1300 кВт.
Служебная масса тепловоза 120 т. Запас топлива 4450 кг, масла 1000 кг, воды 1040 кг и песка 500 кг.

## Технические характеристики
Основные технические характеристики тепловоза ТЭ114:
- Размеры:
  - Длина по осям автосцепок — 17555 мм;
  - Ширина по раме — 2950 мм;
  - Высота по крыше кузова — 4563 мм;
  - База тепловоза — 12750 мм;
  - База тележки — 3700 мм;
  - Расстояние между шкворнями рамы — 8680 мм;
  - Диаметр колёс — 1050 мм;
- Минимальный радиус проходимых кривых — 90 м;
- Тяговые характеристики:
  - Мощность — 1914 кВт;
  - Скорость конструкционная — 100 км/ч;
  - Скорость длительного режима — 22 км/ч;
  - Сила тяги длительного режима — 206 kH (21 тс).

## Модификации

### ТЭ114Е
Тепловозы ТЭ114Е строились на экспорт в Египет. Экспортировались в 1974—1976 годы. Всего построено 23 единицы.

### ТЭ114С

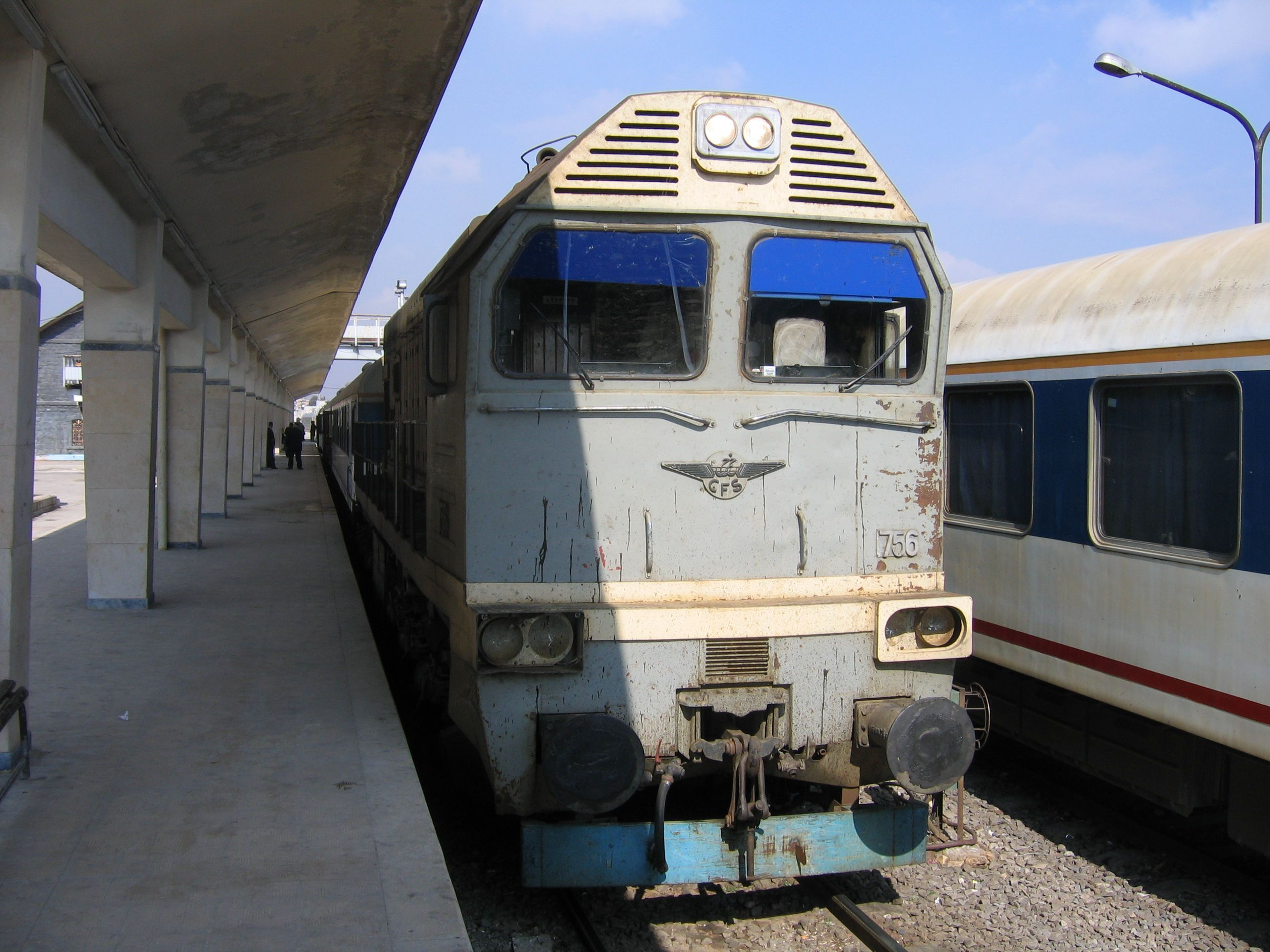
LDE-2800 (ТЭ114С)

Тепловозы ТЭ114С строились на экспорт в Сирию под серией LDE-2800. Экспортировались двумя партиями: в 1974—1975 годах (15 единиц); 1975—1976 и 1982—1985 годы (95 единиц). Тепловозы второй партии отличаются наличием электродинамического тормоза.

### ТЭ114П
Тепловозы серии ТЭ114П строились в 1976—1977 годах для советских промышленных предприятий и предназначались для линий колеи 1520 мм. В маркировке этих тепловозов буква П не фигурировала и обозначалась в технической литературе для отличий от первых двух опытных тепловозов. Всего было построено 14 тепловозов (номера 0056—0069), из них 4 в 1976 году и 10 в 1977 году.

ТЭ114-0068 (ТЭ114П) с разных ракурсов
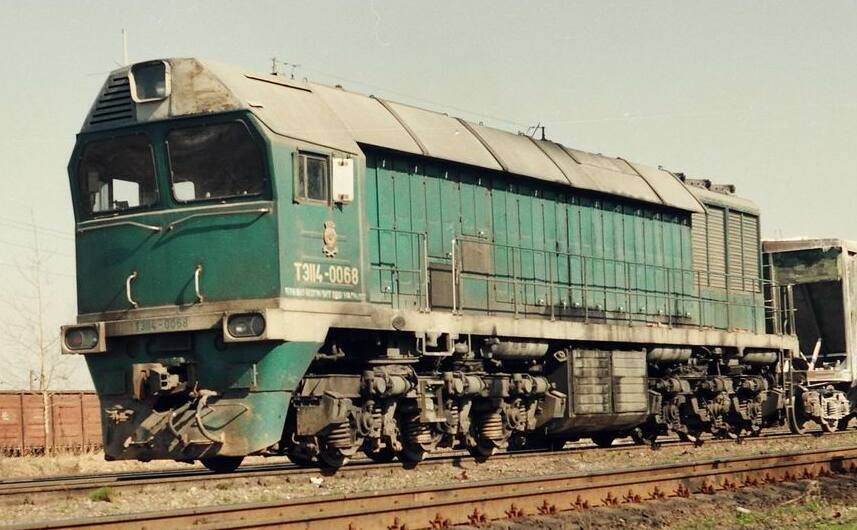
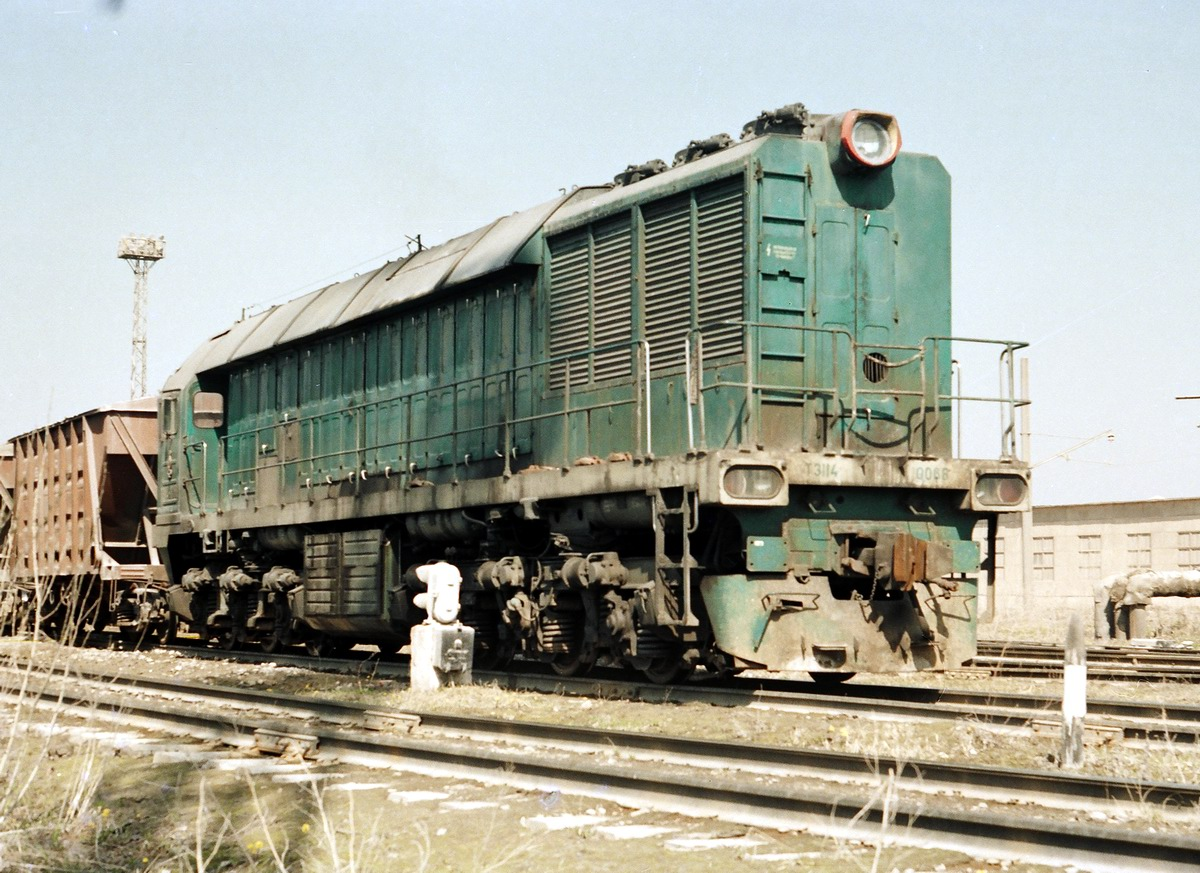
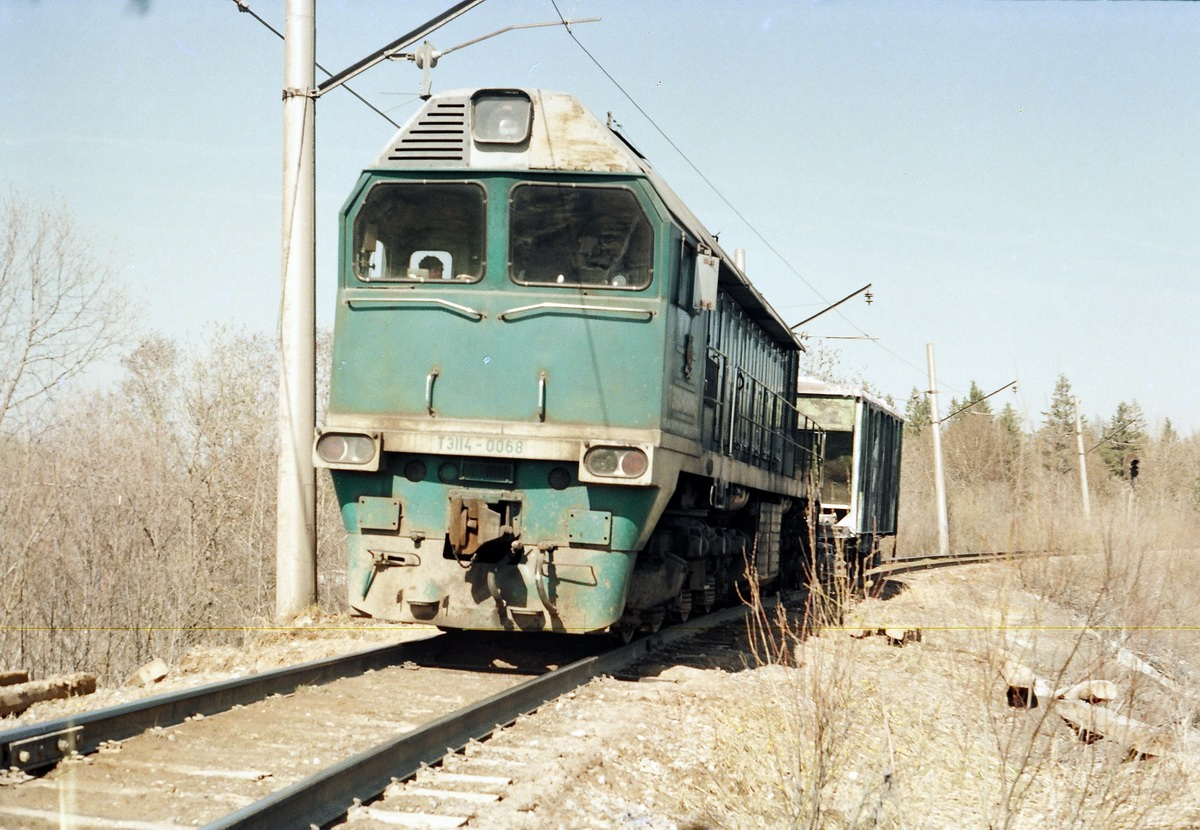

### ТЭ114К
Тепловозы ТЭ114К строились на экспорт на Кубу (номерные ряды 52XXX и 62XXX). Экспортировались в 1977—1985 годы, всего поставлено 107 единиц.

### ТЭ114ГВ
Тепловозы ТЭ114ГВ строились на экспорт на Гвинею. Экспортировались в 1983 году.

## Тепловозы ТЭ114И
Магистральный грузопассажирский тепловоз ТЭ114И строился на экспорт для Иракских железных дорог и стал результатом глубокой модернизации ТЭ114. Предназначен для работы на железных дорогах с шириной колеи 1435 мм в странах с сухим тропическим климатом и высокой запылённостью воздуха. Выполнен односекционным с двумя кабинами управления, с возможностью работы по системе двух единиц.
По сравнению с тепловозами ТЭ114 всех модификаций, выпущенных в эпоху СССР, он имеет серьёзные конструктивные отличия — кузов вместо капотного имеет вагонный тип во всю ширину рамы и оснащён двумя кабинами управления, установлено полностью новое оборудование, обновлён интерьер кабины машиниста. Изменения по сравнению с предшественниками настолько значительны, что фактически можно говорить о создании новой отдельной серии тепловозов.
Тепловоз оснащён эффективной системой охлаждения, влагостойкой изоляцией, антикоррозийным покрытием и специальной системой очистки воздуха, может работать при температуре окружающего воздуха от −10 до +55 °C. Запас топлива в 5600 л обеспечивает тепловозу пробег на 1000 км без экипировки. Всего в период 2003 - 2004 гг. построено 30 единиц.

### Конструкция

#### Силовая установка
Силовая установка тепловоза — дизель-генератор 3-9ДГ, состоящий из дизеля и тягового генератора, соединённых между собой пластинчатой муфтой и установленных на общей поддизельной раме. Дизельный двигатель 12-цилиндровый, четырёхтактный, V-образный, с газотурбинным наддувом и промежуточным охлаждением наддувочного воздуха, запускается стартер-генератором. Тяговый генератор синхронный, 12-полюсный, с обмоткой статора в виде сдвинутых на 30 электрических градусов двух трёхфазных звёзд, питает электродвигатели переменного тока вспомогательных механизмов и ТЭДы постоянного тока через выпрямитель.

#### Кузов
Кузов состоит из двух кабин машиниста, промежуточной части между ними с высоковольтной камерой, дизельного помещения и холодильной камеры. Рама кузова состоит из продольных балок коробчатого сечения, поперечных связей и, в средней части, топливного бака с отсеками для аккумуляторных батарей. Сваренные вместе кузов и рама — это единая несущая конструкция, которая воспринимает любые эксплуатационные нагрузки. Для демонтажа дизель-генератора и другого тяжёлого оборудования на крыше предусмотрены съёмные секции.
Кабины управления просторные, имеют хороший обзор и тепло- шумоизоляцию, обеспечивают локомотивной бригаде комфортные условия для работы. Оборудованы современными пультами управления, системой бдительности, электронным скоростемером «Хаслер», кондиционерами, в одной из кабин дополнительно имеется бытовой холодильник и электроплита. На крышах обеих кабин установлены два тифона для подачи звуковых сигналов. Кабина и дизельное помещение оснащены порошковыми огнетушителями. Тепловоз оборудован пожарной сигнализацией.
Спереди и сзади тепловоза для сцепления с подвижным составом, передачи тяговых и тормозных усилий, смягчения ударных сил, установлены ударно-тяговые
устройства с автосцепкой LAF1758-1 типа «U», обеспечивающие сцепление с автосцепками типа UIC и СА-3.

#### Оборудование
Расположение узлов и агрегатов тепловоза позволяет доступно обслуживать силовые и вспомогательные механизмы. Электрические аппараты в большинстве установлены в высоковольтной камере, где они надёжно защищены от пыли, влаги и механических повреждений.
Вспомогательный генератор независимого возбуждения при работе дизеля питает током компрессор, цепи управления, освещения и заряжает аккумуляторную батарею. Смонтирован в одном корпусе со стартер-генератором — электродвигателем постоянного тока с последовательным возбуждением, питающимся от аккумуляторной батареи.
На тележках тепловоза установлено шесть ТЭД опорно-осевого подвешивания, с принудительной вентиляцией. Электродвигатели постоянного тока, с последовательным возбуждением, без компенсационной обмотки, имеют четыре главных и четыре добавочных полюса. Якорь имеет петлевую обмотку с уравнительными соединениями со стороны коллектора и опирается на роликоподшипники, вмонтированные в щиты электродвигателя. Для регулирования скорости вращения якорей электродвигателей применяется одна ступень ослабления поля шунтированием обмотки возбуждения.
На тепловозе имеется система автоматического регулирования и управления электропередачей.
В качестве возбудителя используется однофазный генератор переменного тока повышенной частоты с постоянным возбуждением. Обмотка возбуждения главного генератора питается от возбудителя через управляемый выпрямитель. Схема возбудителя генератора — замкнутая система автоматического регулирования.
Выпрямительная установка, преобразующая переменный ток генератора в постоянный, выполнена на кремниевых вентилях, смонтированных на шпильках внутри закрытого шкафа. Каждый вентиль шунтирован для снятия коммутационных напряжений. Выпрямительная установка вместе с вентилятором охлаждения монтируется на раме тепловоза перед главным генератором и имеет защиту в виде сигнализации о пробое вентилей.
Охлаждающее устройство состоит из V-образно расположенных 4-х блоков радиаторных секций, 3-х мотор-вентиляторов, верхних и боковых жалюзи. Верхние жалюзи управляются автоматически, а боковые — вручную. Автоматическая система регулирует охлаждение теплоносителей, управляя мотор-вентиляторами. Воздух, очищаясь через двухступенчатые фильтры, поступает для охлаждения тягового генератора, тяговых электродвигателей и выпрямительной установки. На выходе воздуха из тягового генератора регулирующее устройство изменяет направление и количество выбрасываемого из генератора воздуха (в атмосферу или в кузов), для обеспечения избыточного давления и оптимальной температуры в дизельном помещении. Вентиляторы охлаждающего устройства, тяговых электродвигателей, выпрямительной установки имеют электрический привод. Вентилятор охлаждения тягового генератора работает от вала дизеля.
Система подачи песка подаёт песок под первую колёсную пару (по ходу движения) каждой тележки, но также может подаваться только под первую колёсную пару первой тележки по ходу движения. Песок может подаваться вручную и автоматически в случае боксования колёсных пар и экстренного торможения.
Тепловоз оборудован пневматическим тормозом, электродинамическим и ручным стояночным с приводом в каждой кабине. Блок тормозных аппаратов находится в дизельном помещении. Пневматическое тормозное оборудование, включая компрессор
VV450-4, производства фирмы «Knorr-Bremse».

#### Экипажная часть
Тележки локомотива тепловоза трёхосные с односторонним расположением тяговых двигателей, с одноступенчатым рессорным подвешиванием. Рама тележки сварная, состоит из двух боковин и четырёх поперечных балок. Две из них прямоугольного сечения, соединённые между собой сварной шкворневой балкой коробчатого сечения. К трём поперечным балкам приварены литые кронштейны под опоры электродвигателей. Снизу к каждой боковине приварены кронштейны для крепления буксовых поводков.
Колёсные пары с цельнокатаными колёсными центрами, могут перемещаться относительно рамы тележки. Буксы поводковые, бесчелюстные, с индивидуальным рессорным подвешиванием, состоящим из двух одинаковых комплектов пружин и фрикционного гасителя колебаний.
Кузов опирается на тележку через опорно-возвращающее устройство, включающее в себя четыре опоры с роликовыми вращающими устройствами и шкворневой узел, передающий тормозные и тяговые усилия, допускающий поперечные перемещения тележки относительно кузова.

### Технические характеристики
- Размеры:
  - Габарит тепловоза — Z7056&(UIС 505-3);
  - Длина по осям автосцепок — 19600 мм;
  - Ширина по раме — 2950 мм;
  - Высота по крыше кузова — 4450 мм;
  - Минимальный радиус проходимых кривых — 140 м;
- Тяговые характеристики:
  - Мощность — 1800 кВт (2450 л.с);
  - Скорость конструкционная — 140 км/ч;
  - Скорость длительного режима — 30 км/ч;
  - Сила тяги длительного режима — 177 kH (18 тс);
- Запас:
  - топлива — 5600 л;
  - воды — 1040 л;
  - масла — 1000 л;
  - песка — 500 кг

## Эксплуатация

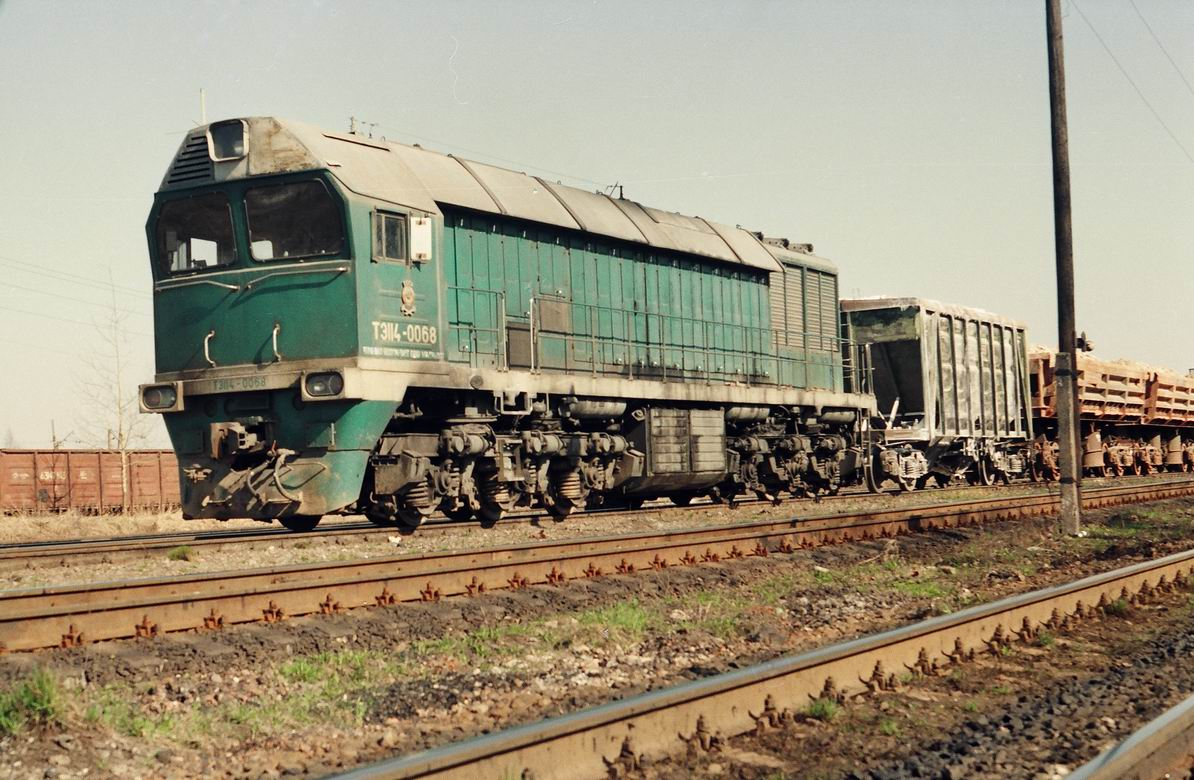
Тепловоз ТЭ114-0068 (ТЭ114П) с грузовым поездом на станции Пикалёво

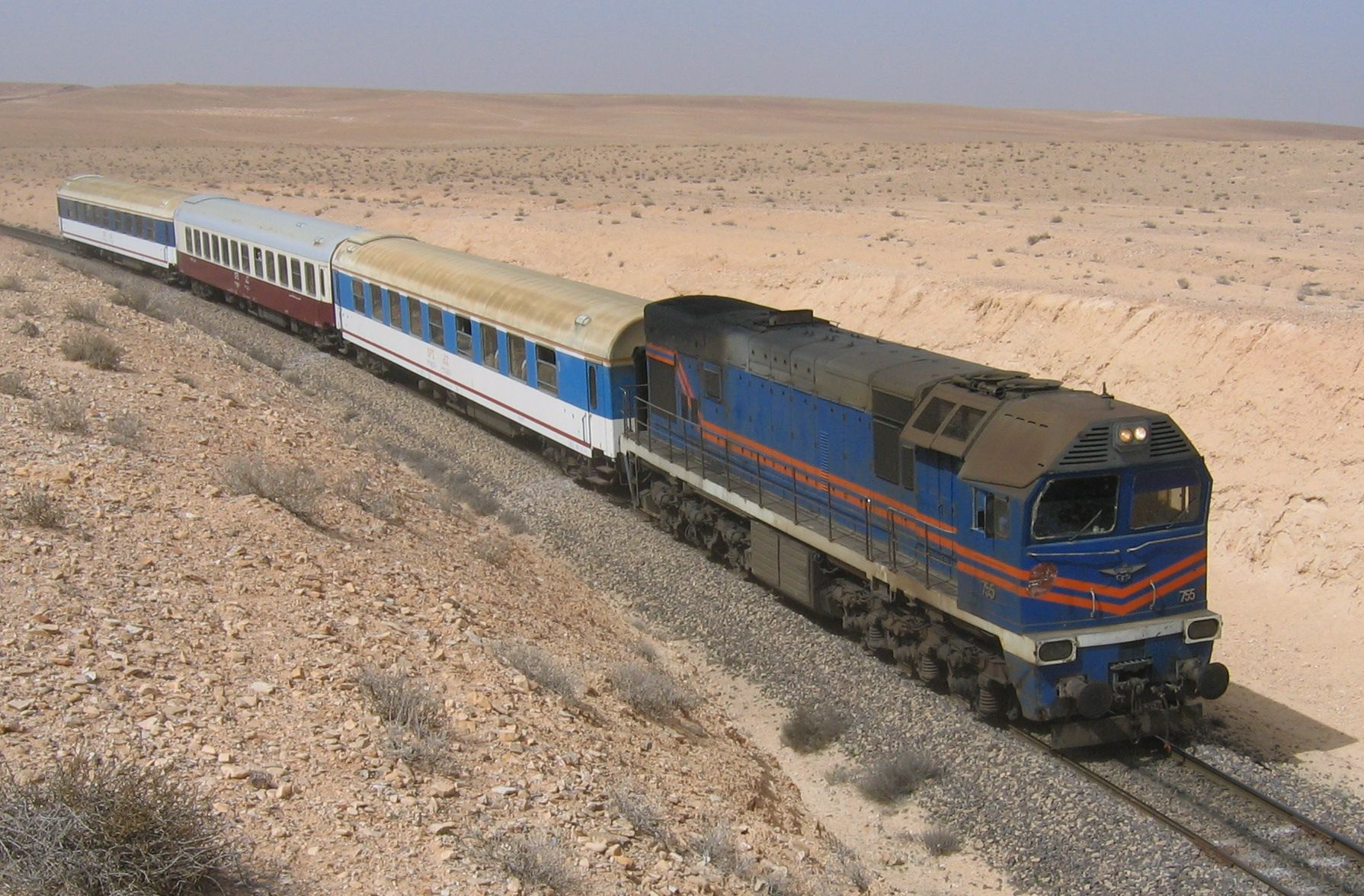
Тепловоз ТЭ114С с пассажирским поездом

Опытные тепловозы, построенные в 1971 году (номера 001 и 002), после испытаний, проведённых Ворошиловградским заводом и ВНИТИ, были направлены для эксплуатации в депо Ашхабад Среднеазиатской железной дороги. Через некоторое время они были возвращены на завод, после чего переданы на Луганскую ТЭС. По состоянию на 2016 год, тепловоз 001 был списан, а 002 отстранён от работы.
Тепловозы ТЭ114П поступили в Казахстан на Джезказганский горно-металлургический комбинат в количестве 10 единиц (номера 0056 — 0065) и в Россию на завод «Бокситогорский глинозём» в Бокситогорске в количестве 4 единиц (номера 0066 — 0069), где использовались в качестве основных грузовых тепловозов. По состоянию на 2016 год, в работе остались только два Бокситогорских тепловоза с номерами 0066 и 0067, остальные локомотивы были списаны и, вероятно, порезаны.
Точных сведений об эксплуатации экспортных тепловозов ТЭ114 нет. Известно, что они применялись для вождения как грузовых, так и пассажирских поездов. Вероятно значительная часть тепловозов ТЭ114, выпущенных в советский период, а также тепловозы ТЭ114И, по состоянию на 2016 год продолжают эксплуатироваться.

### Техническая информация
- Серия ТЭ114 — краткое описание Архивная копия от 15 мая 2013 на Wayback Machine
- Экспортные тепловозы
- Грузопассажирский тепловоз ТЭ114
- ТЭ114 на сайте завода-изготовителя
- ТЭ114И на сайте завода-изготовителя
- ТЭ114И на сайте завода-изготовителя

### Фотографии и приписка
- Фотографии и приписка ТЭ114 на сайте RailGallery
- Фотографии ТЭ114 на сайте Parovoz.com